# شهرداری ویدم
شهرداری ویدم (به لاتین: Municipality of Videm) یک منطقهٔ مسکونی در اسلوونی است که در اسلوونی واقع شده‌است. شهرداری ویدم ۸۰٫۲ کیلومتر مربع مساحت و ۵٬۵۸۷ نفر جمعیت دارد.